# Fredrik Coyet
Fredrik Coyet, född 1615 i Stockholm, död 17 oktober 1687 var en svensk kolonial ämbetsman.

## Biografi
Coyet tog tjänst i det Nederländska Ostindiska Kompaniet och blev 1644 medlem av domstolen i Batavia. 1647 sändes han till den japanska staden Nagasaki som sändebud, men vägrades att bli mottagen, men återkom dock 1652 och fick då beträda posten, vilken han innehade till 1653. Han utnämndes till guvernör över den nederländska kolonin Formosa år 1656. Den kinesisk-japanske generalen Koxinga anföll kolonin 1662 och efter en nio månader lång belägring tvingades Coyet överlämna Fort Zeelandia och senare även hela kolonin till Koxinga, som med sina 30 000 soldater var vida överlägsen Coyets 2 000 holländska soldater.
Coyet ställdes inför rätta och tvingades leva i exil på Bandaöarna under tolv år. 1670 fick den svenske ministern i Haag, Harald Appelboom den svenska regeringens uppdrag att intervenera till förmån för Coyet, vilket till slut ledde till att Coyet frigavs 1675 under löfte att aldrig lämna Nederländerna. 1675 publicerades också en stridsskrift som tillskrivits Coyet, "Det Försummade Formosa" ('t Verwaerloosde Formosa), i vilken det ostindiska kompaniet anklagades för okunskap och för att ha vägrat skicka de förstärkningar som hade kunnat rädda Formosa. Coyet avled i Nederländerna och återsåg aldrig Sverige. En honom tillhörig praktsköld kom dock genom släktingar till Stockholm och förvaltas idag av Världskulturmuseerna.

### Familj
Fredrik Coyet var bror till den framstående svenske diplomaten Peter Julius Coyet. Coyet gifte sig 1645 med Susanna (Suzanne) Boudaen. De fick tillsammans barnen Baltzar Fredrik Coyet (1651–1728), en dotter som var gift med Everhard van Loo och Julia Coyet som var gift med borgmästaren Willem Teekman. Susanna dog 1656 och Fredrik gifte om sig två år senare med Helena de Sterke (enligt Adelsvapen hette hon Helena van der Wijck, och var dotter till en general). Sonen Baltzar Coyet följde i faderns fotspår och tog tjänst i det Nederländska Ostindiska Kompaniet. Han blev utnämnd till guvernör i Batavia 1696. Efter Coyets död gifte Helena om sig med adelsmannen Pieter van Alphen (enligt Adelsvapen hette han "von Dahlen").